# 米尊卡河

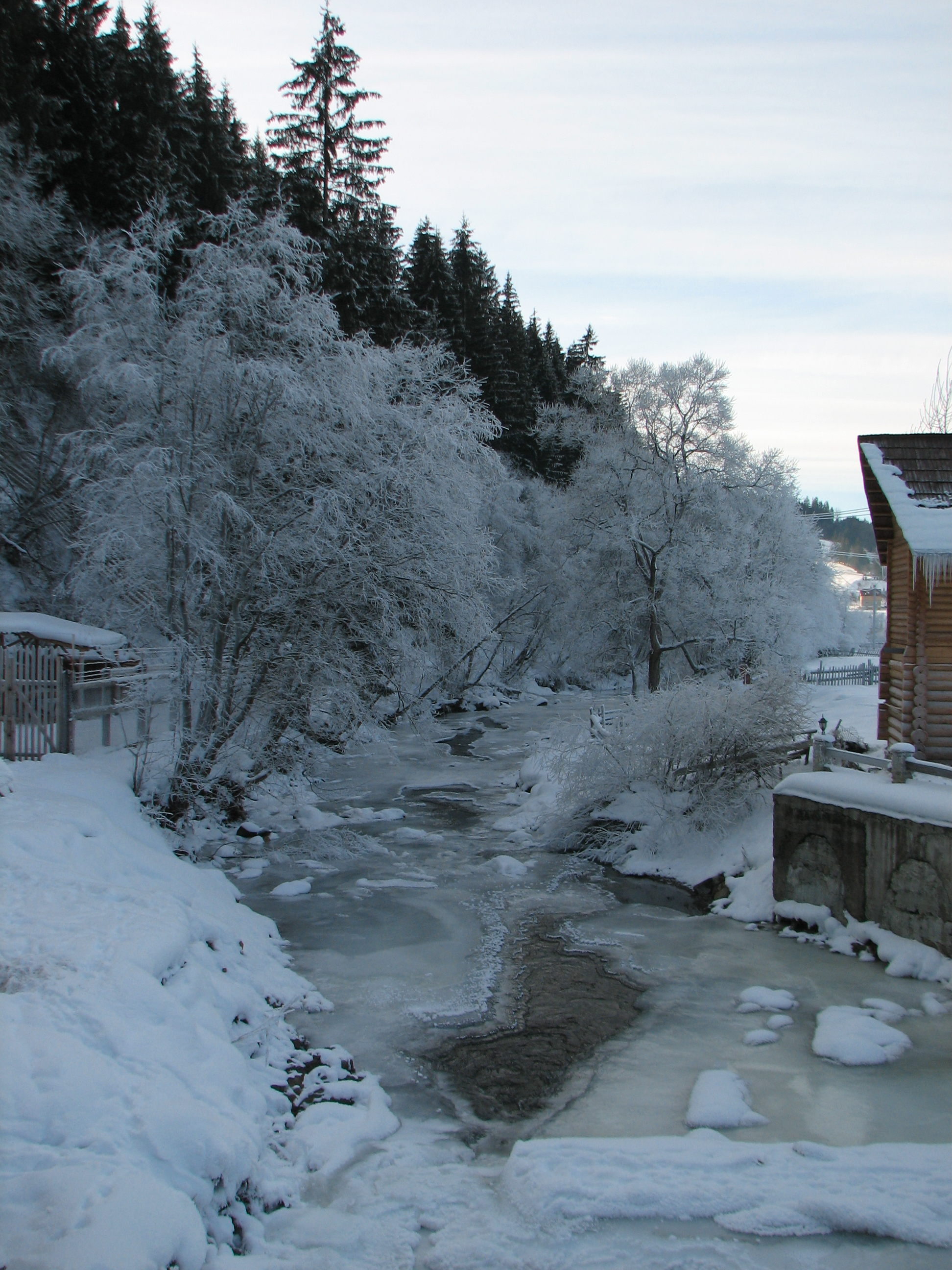
米尊卡河

米尊卡河（烏克蘭語：Мизунка），是烏克蘭的河流，位於該國西部，屬於斯維恰河的左支流，發源自戈爾加內山脈，流經伊萬諾-弗蘭科夫斯克州，河道全長51公里，流域面積344平方公里。